# Gunung Bidedari
Gunung Bidedari är ett berg i Indonesien.   Det ligger i provinsen Aceh, i den västra delen av landet, 1 600 km nordväst om huvudstaden Jakarta. Toppen på Gunung Bidedari är 1 535 meter över havet, eller 110 meter över den omgivande terrängen. Bredden vid basen är 2,8 km.
Terrängen runt Gunung Bidedari är kuperad åt sydväst, men åt nordost är den bergig.Runt Gunung Bidedari är det ganska glesbefolkat, med 34 invånare per kvadratkilometer. I omgivningarna runt Gunung Bidedari växer i huvudsak städsegrön lövskog.